# 電 (雷型駆逐艦)
電(いなづま)は、大日本帝国海軍の駆逐艦
雷型駆逐艦の2番艦である。
艦名は「イナビカリ」のこと。
同名艦に吹雪型駆逐艦(「特III型、暁型」)の「電」がある為、こちらは「電 (初代)」や「電I」などと表記される。

## 艦歴

### 建造
1897年(明治30年)1月16日にイギリスのヤーロー社と第1回目の駆逐艦建造契約を締結、「電」はそのうちの1隻になる。
同年11月に起工、
1898年(明治31年)3月16日建造中の「第二號水雷艇驅逐艇」を「電(イナヅマ)」と命名、
3月21日に軍艦及水雷艇類別等級が定められ、「電」は水雷艇駆逐艇に定められた。
1899年(明治32年)1月28日進水、
4月25日竣工した。

### 回航
日本への回航はヤーロー社が請け負い、
艦長ジャクソンなど外国人乗員で
竣工翌日の26日、日本へ向けて出港し、
6月27日横須賀着、
7月3日受領した。

### 日露戦争
1904年(明治37年)に日露戦争が勃発した際には第1艦隊第2駆逐隊に所属していた。同年2月8日の旅順港奇襲攻撃にも参加している。同作戦中、第2駆逐隊からはぐれてしまい、後続の第3駆逐隊(薄雲Ⅰ、漣Ⅰ、東雲Ⅰ)と共に攻撃を行った。
5月27日の日本海海戦にも参加し、装甲巡洋艦「アドミラル・ナヒーモフ」への魚雷攻撃を行っている。

### 日露戦争後
1905年(明治38年)12月12日、内令第751号で駆逐隊編制が定められ(これ以前は各鎮守府が駆逐隊を定めていた)、
「雷」「電」「曙」「朧」の4隻で「第四駆逐隊」(大湊要港部所属)を編制した。
以降「電」は除籍まで「第四駆逐隊」所属だった。

### 喪失
1909年(明治42年)12月16日午後5時30分、高速試験終了後に函館を目指していた電は函館南方の葛登支岬北西約2マイル (3.2 km)の海上で千島汽船の商船錦龍丸(660t)の前方を横切ろうとし、右舷後部が錦龍丸の船首と衝突。その後錦龍丸に曳航を頼み函館へと向かおうとするも浸水が止まらず、午後8時に函館港より4マイル (6.4 km)の地点で沈没した。
総員62名中60名は救助され、2名が行方不明となった。
偶然にも衝突事故は二代目電、三代目いなづま、四代目いなづまでも発生した。
12月19日に潜水調査で艦の前半部を発見、船体は後部缶室と機械室の間で切断されていて、
後半部は12月27日に見つかった、
艦の引き揚げは函館海事工業(松田助八)が請け負い、
1910年(明治43年)4月上旬から引き揚げ準備に着手、4月28日から現場作業を開始したが天候不良が多く、
また潜水士1名、小蒸気船の艇長1名が死亡するなど、作業は難航した。
艦の後半部は8月1日に船渠会社の前、水深5尋(約9メートル)の位置まで移動し、
8月7日にスリップに引き揚げを予定した。
艦の前半部は9月14日にスリップへ引き揚げることが出来た。
なお魚雷2本は7月2日に発見済み、
魚雷発射管2門は収容済み、探照灯は紛失、後部3インチ砲は存在、4番6ポンド砲は紛失するなど、
艦砲は計2門が行方不明になった。
9月15日除籍、
艦艇類別等級表から削除、
「第四駆逐隊」からも除かれた。
翌16日訓令が出され、電線を除く兵器類は日本海軍が収容し、残りの機関、船体などは現状のまま売却とされた。

## 艦長

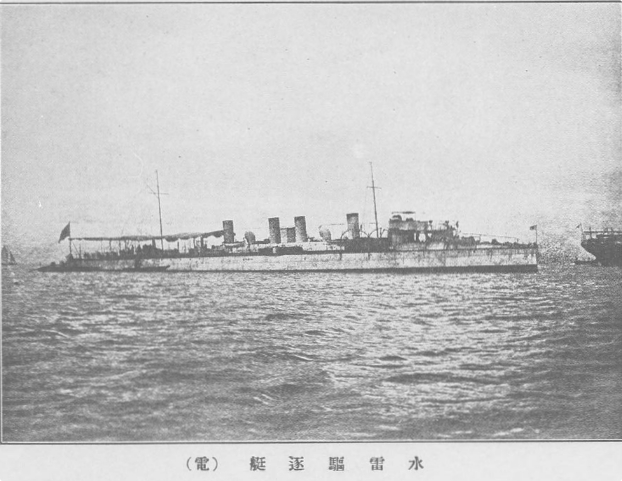
1900年(明治33年)頃の「電」

※艦長等は『日本海軍史』第9巻・第10巻の「将官履歴」及び『官報』に基づく。
艦長
- 吉島重太郎 少佐：1900年6月22日 - 1903年4月12日
- 篠原利七 少佐：1903年4月12日 -

駆逐艦長
- 和田博愛 大尉：1905年12月12日 - 1906年1月25日
- 富永寅次郎 大尉：1906年1月25日 - 1907年11月22日
- 山根米吉 少佐：1907年11月22日 - 1908年7月11日
- 鎌倉義喜 大尉：1908年7月11日 - 12月10日
- 堀田文雄 大尉：1908年11月20日 - 1910年1月15日